# IVe législature du Parlement écossais
La IVe législature du parlement écossais est une législature du Parlement écossais. Elle débute en 2011 et se termine en 2016 .

## Composition
| Parti                    | Parti                    | Mai 2011 | Mars 2016 |
| ------------------------ | ------------------------ | -------- | --------- |
|                          | Parti national écossais  | 69       | 64        |
|                          | Parti travailliste       | 37       | 38        |
|                          | Parti conservateur       | 15       | 15        |
|                          | Libéraux-démocrates      | 5        | 5         |
|                          | Parti vert               | 2        | 2         |
|                          | Indépendants             | 1        | 3         |
|                          | Président du parlement   | 0        | 1         |
| Total                    | Total                    | 129      | 128       |
| Vacant                   | Vacant                   | 0        | 1         |
| Majorité gouvernementale | Majorité gouvernementale | 9        | 1         |

## Taux de féminisation
Il y a 45 députées sur 129 soit 35 % de femmes. En 2007, il y avait 43 femmes soit 33 %.

## Gouvernement successifs
| Gouvernement | Dates (Durée)                                             | Parti(s) | Premier ministre | Premier ministre | Vice-premier ministre | Vice-premier ministre |
| ------------ | --------------------------------------------------------- | -------- | ---------------- | ---------------- | --------------------- | --------------------- |
| Salmond II   | 18 mai 2011 - 19 novembre 2014 (3 ans, 6 mois et 1 jour)  | SNP      |                  | Alex Salmond     |                       | Nicola Sturgeon       |
| Sturgeon I   | 19 novembre 2014 - 17 mai 2016 (1 an, 5 mois et 28 jours) | SNP      |                  | Nicola Sturgeon  |                       | John Swinney          |